# Notothenia rossii
La trama jaspeada o bacalao antártico es un pez de los mares antárticos. Miden unos 92 centímetros y pesan unos 10 kilos. Prefieren bahías de fiordos poco profundos. Se alimentan de zooplancton, cerca de la zona de la superficie. Viven entre 5 y 20 metros de profundidad. La longevidad máxima para machos es de unos 12 años. Tiene anticongelante para soportar las bajas temperaturas. No tiene relación con los "verdaderos" bacalaos.